# 斯蒂芬·R·布拉德利
斯蒂芬·罗·布拉德利（英語：Stephen Row Bradley，1754年2月20日—1830年12月9日）为美国律师、政治人物及法官，他于19世纪初期担任佛蒙特州联邦参议员及美国参议院临时议长。

## 早年生活
布拉德利于1754年2月20日出生在康涅狄格殖民地沃灵福德（现属柴郡）地区。他是摩西·布拉德利和玛丽·罗·布拉德利的儿子，亦是斯蒂芬·布拉德利的孙子。其中斯蒂芬·布拉德利是纽黑文的铁匠，共有兄弟六人，在移民美洲之前曾在克伦威尔铁骑军服役。
布拉德利于1775年毕业于耶鲁大学。毕业后布拉德利被任命为康涅狄格民兵上尉，后晋升为少校。他曾指挥柴郡志愿军，并于1776年12月成为副官。他后来晋升为拍卖负责人（拍卖缴获的敌人和效忠派财产）和军需官，随后在1777年4月27日英国进攻丹伯里时担任大卫·伍斯特将军的副官，在战斗中伍斯特受致命伤后死去。战斗结束后，布拉德利辞去了军官职务。
1778年，他获得耶鲁大学文学硕士学位。1779年，他移居佛蒙特州威斯敏斯特，在利奇菲尔德法学院创始人塔平·里夫的指导下学习法律。1779年，布拉德利取得律师资格，开始在威斯敏斯特从事律师工作，成为该镇的重要公民。1779年10月，立法机关选举他为佛蒙特共和国五名驻美国国会的代表之一。1780年初，他撰写了一篇题为《佛蒙特呼吁公正公平的世界》的文章，捍卫佛蒙特州的独立权利，反对纽约、新罕布什尔和马萨诸塞对佛蒙特的争夺。

## 政治生涯
1780年6月，布拉德利获任佛蒙特坎伯兰县的地方检察官。他曾担任遗嘱登记员和镇书记员，并于1783年担任县法官。他还在18世纪80年代于佛蒙特州众议院任职长达七年之久。1785年，他担任佛蒙特共和国众议院议长。
布拉德利仍在民兵中承担更多责任。他于1780年8月被任命为中尉，后于同年10月晋升为上校，担任第一军团指挥官。后来他晋升为准将，担任第八旅指挥官并任职至1791年。
他于18世纪80年代担任佛蒙特高等法院法官，1788年担任佛蒙特最高法院法官。布拉德利在解决佛蒙特与新罕布什尔州的边界争端方面发挥了重要作用。1791年3月4日，佛蒙特州成为美国的一部分。布拉德利和摩西·罗宾逊被州议会选举为首批填补佛蒙特州两个联邦参议院席位的人。 他于1791年进入美国参议院，支持反行政派。在1794年竞选连任失败后，他返回威斯敏斯特，积极参与法律和地方政治，并在镇议会任职。
1800年，他作为杰斐逊派候选人再次当选美国参议员，并从1801年底到1802年底担任参议院临时议长。1807年再次当选后，他在1808年至1809年期间再次担任了几周的临时议长。
布拉德利因起草美国宪法第十二修正案而受到赞誉，该修正案于1803年获国会通过，并于1804年获得批准。虽然他是民主共和党人，但他反对1812年战争。
在1813年从参议院退休后，他退出了政坛并返回威斯敏斯特。他在那里住了五年，于1818年搬到新罕布什尔州沃尔波尔并在那里度过了余生。 他在沃尔波尔故居被列入国家史迹名录。

## 死亡
1830年12月9日，布拉德利在新罕布什尔州柴郡沃尔波尔去世，享年76岁零292天。他的遗体被运回佛蒙特州威斯敏斯特，并安葬在威斯敏斯特公墓。

## 个人生活
布拉德利以聪明而古怪著称，是一名优秀的律师和演说家。1800年9月1日，他被米德尔伯里学院任命为研究员并终身任职。米德尔伯里学院和达特茅斯学院授予其法学荣誉博士学位。
1780年5月16日，布拉德利与梅拉布·阿特沃特结婚。在梅拉布去世后，他于1789年4月12日与泰勒结婚。1803年9月18日，他与贝琳达·维拉德结婚，这是他的第三次婚姻。他有五个孩子，十几个孙辈。他的三个女儿嫁给了名流，其中一位是塞缪尔·都铎。他的儿子威廉·察尔·布拉德利也是一名政治人物，曾在国会任职数届。